# 1882年大彗星
1882年大彗星（正式名稱為、及）為的長週期彗星，屬於克魯茲族彗星（這種彗星會以不到1個太陽半徑的距離通過太陽的光球）。1882年大彗星的亮度在1882年9月達到頂點，在近日點時，位在太陽附近的彗星，甚至可以被人用裸眼來觀測。

## 發現
1882年大彗星最早出現在1882年9月的天空中，顯示它已經可以直接用裸眼來觀測，因此有許多人獨立發現它的存在。
觀測報告顯示它最早被觀測到是在1882年9月1日，非洲南部的好望角與幾內亞灣都有許多人獨立觀測到該彗星。在接下來的幾天之中，許多南半球的觀測者都記錄到這新彗星。
第一位觀測到1882年大彗星的天文學家是威廉斯·亨利·芬利（William Henry Finlay），他是南非開普敦英國皇家天文台的助理天文學家。
芬利在1882年9月7日格林尼治標準時間16時的彗星觀測也是一次獨立發現，他的報告顯示彗星的視星等為3等而且出現1度長的彗尾。
1882年大彗星快速的變亮，在幾天之內就成為非常明亮的天體。開普敦的天文學家戴維·吉爾（David Gill）紀錄了1882年9月18日於太陽升起之前觀測彗星幾分鐘的報告，並如此描述它「核心無疑只有1個，直徑則一定超過4″。事實上，彗星就像是由許多位於太陽附近的1等星所組成的。」

## 近日點
彗星被發現後迅速的接近近日點，當彗星通過近日點時估計大約僅距離太陽表面300,000公里。後續的軌道計算則顯示它是一顆克魯茲族彗星，所以會非常接近太陽。在通過近日點的幾個小時內，位在太陽附近的彗星，甚至可以輕易的被肉眼觀測到。估計1882年大彗星的最大亮度達到−17等。
彗星於1882年9月17日通過近日點不久後，彗星即穿過太陽前方。威廉斯·亨利·芬利則在濾光鏡（Neutral Density Filter）的幫助下觀測到彗星通過近日點及穿過太陽前方的過程，他注意到彗星突然從視線中消失，並再度出現在太陽表面。

## 近日點之後的發展
在通過近日點後，彗星再次近入黑夜之中。當它從太陽表面消失後，仍然是天空中最明亮的天體之一。在9月30日，一些觀測者（包括威廉斯·亨利·芬利 及愛德華·愛默生·巴納德在內）發現彗核拉長，並分裂成2個明亮的天體。到了10月17日時，已經可以清楚的觀察到彗星至少分裂 成5個部份。觀測者的報告顯示這些不同部份的相對亮度每天都在改變。
到了1882年10月中旬，彗星開始出現明顯的逆向彗尾（朝向太陽）。逆向彗尾是普遍的現象，肇因於公轉軌道的緣故，導致彗尾看似朝向太陽，雖然真實情況並非如此。
彗核在1882年12月最為明顯，之後彗星逐漸消失，直到1883年2月為止都還可以用肉眼觀測到該彗星。1883年7月1日，美國天文學家班傑明·阿普索普·古爾德（Benjamin Apthorp Gould）在阿根廷哥多華所作的觀測是最後1次1882年大彗星的切確觀測紀錄。

## 軌道研究
天文學家在研究1882年大彗星的公轉軌道後，得知它的軌道幾乎跟人們在之前觀測到的大彗星（如1843年大彗星及1880年南方大彗星 ）一樣。這些彗星都是突然出現在早晨的天空中，而且在近日點都非常靠近太陽。有人認為這是因為這3顆彗星實際上是同一顆，雖以它們的近日點才會如此接近太陽。然而研究結果顯示這項推論是站不住腳的，因為1882年大彗星的公轉週期是772 ± 3年，而其他2顆的公轉週期則是600至800年之間。
德國天文學家海因里希·克魯茲（Heinrich Kreutz）在研究這3顆彗星後，提出一種看法，認為這些彗星都是一顆更大彗星的一部份，而它已經在先前通過近日點時分裂了。1882年大彗星的彗核分裂也支持這個推論。目前認為1882年大彗星是1106年大彗星的碎片，而池谷-關彗星和Toit彗星則是它的另外2塊碎片。
目前天文學家認為1843年大彗星、1880年南方大彗星、1882年大彗星、1887年南方大彗星、C/1963 R1、池谷-關彗星及C/1970 K1都是克魯茲族彗星的成員，原本都屬於同一顆彗星。目前的軌道計算結果並不支持文學作品所描述，出現在西元前372年的大彗星是克魯茲彗星的起源這項論點。這顆彗星經常出現在亞里士多德與其他同時代人物的文章當中。然而當彗星出現在天空時，亞里士多德年僅12歲。歷史學家卡利斯提尼（Callisthenes）也在它出現10年後描述過這顆彗星，所以這些描述應該不是實際用肉眼觀測彗星的紀錄。而且同時代的中國文學作品並沒有提及這顆彗星。反而出現在463年2月或467年2月的彗星現在被認為是克魯茲彗星的起源，它的公轉週期則為700年。1882年大彗星的殘骸會在幾百年後再度回歸，而且可能會分布在200或300年之間。

## 外部連結
- Cometography.com（页面存档备份，存于）